# Gunnar Jeannette

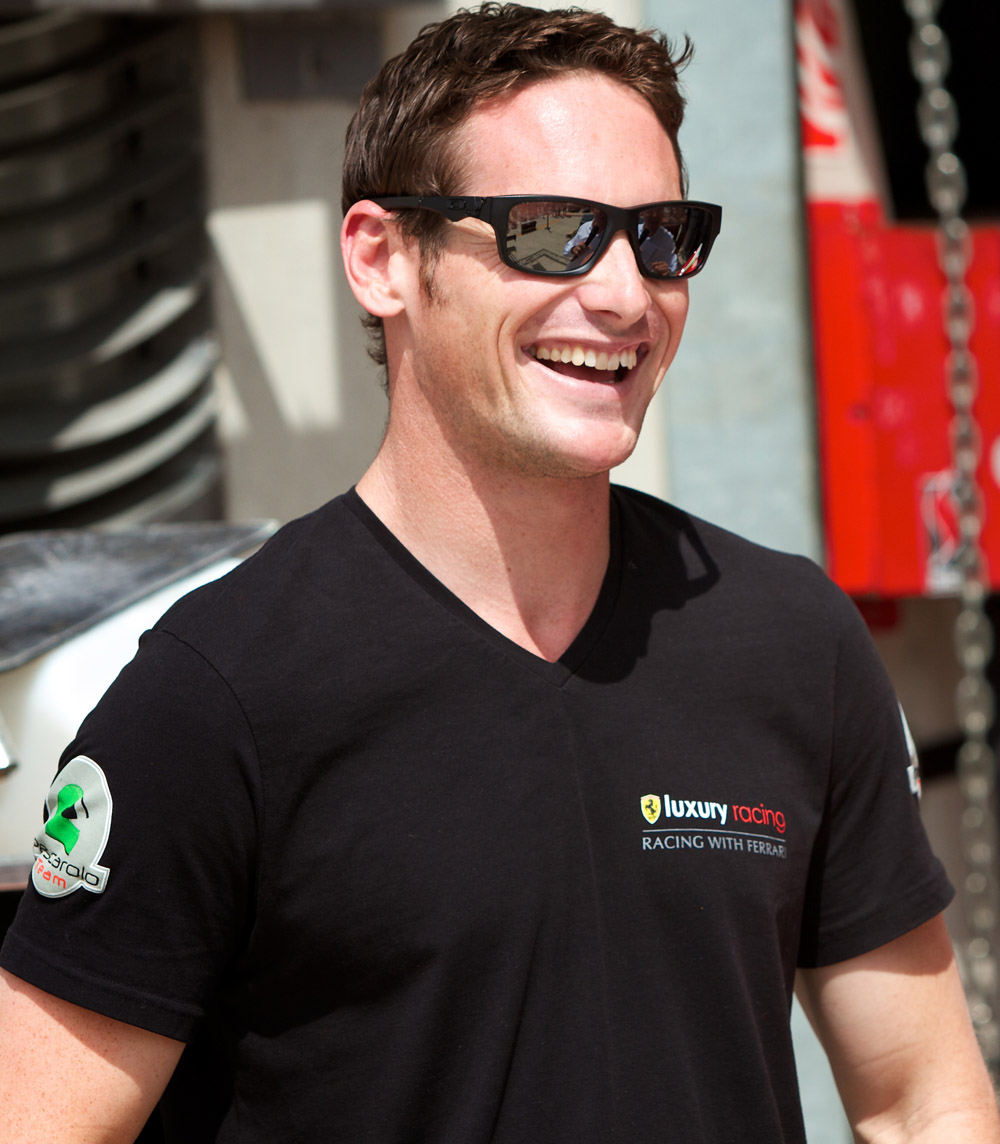
Gunnar Jeannette 2012 beim Testtag in Le Mans

Gunnar Patrick Jeannette (* 5. Mai 1982 in West Palm Beach) ist ein US-amerikanischer Autorennfahrer.

## Karriere
Gunnar Jeannette stieg in der ALMS-Saison 2000 in die American Le Mans Series ein und gab im selben Jahr sein Debüt beim 24-Stunden-Rennen von Le Mans. Damals war Jeannette 18 Jahre und einen Monat alt und gehört damit zu den jüngsten Startern in der langen Geschichte des 24-Stunden-Rennens in Westfrankreich. Beim zweiten Einsatz in Le Mans 2001 erreichte er mit den Partnern Romain Dumas und Philippe Haezebrouck auf einem Porsche 996 GT3 RS hinter Gabrio Rosa, Fabio Babini und Luca Drudi (ebenfalls auf Porsche 996 GT3 RS) den zweiten Endrang in der GT-Klasse und den siebten im Gesamtklassement.
2002 wurde er Werksfahrer bei Panoz. Die besten Platzierung der Zusammenarbeit waren der dritte Gesamtrang beim 2,45-Stunden-Rennen von Mosport 2003 und vierte Rang beim Petit Le Mans im selben Jahr.
Nach dem Ende der Zusammenarbeit mit Pans blieb Jeannette in der American Le Mans Series aktiv und fuhr in den 2010er-Jahren in der FIA-Langstrecken-Weltmeisterschaft und der IMSA WeatherTech SportsCar Championship. Mit dem Rennen von 2012 war er acht Mal in Le Mans am Start; seine beste Platzierung im Schlussklassement war der fünfte Rang 2003. 2003 wurde er auch beim 12-Stunden-Rennen von Sebring Gesamtfünfter.

## Statistik

### Le-Mans-Ergebnisse
| Jahr | Team                             | Fahrzeug               | Teamkollege     | Teamkollege          | Platzierung | Ausfallgrund |
| ---- | -------------------------------- | ---------------------- | --------------- | -------------------- | ----------- | ------------ |
| 2000 | Manthey Racing                   | Porsche 911 GT3-R      | Mike Brockman   | Michael Lauer        | Rang 27     |              |
| 2001 | Freisinger Motorsport            | Porsche 996 GT3 RS     | Romain Dumas    | Philippe Haezebrouck | Rang 7      |              |
| 2002 | Panoz Motorsports                | Panoz LMP01 Evo        | Bill Auberlen   | David Donohue        | Ausfall     | Motorschaden |
| 2003 | Team Panoz                       | Panoz LMP-1            | Olivier Beretta | Massimiliano Papis   | Rang 5      |              |
| 2004 | Epsilon Sport                    | Courage C65            | Renaud Derlot   | Gavin Pickering      | Ausfall     | Motorschaden |
| 2006 | Multimatic Motorsport Team Panoz | Panoz Esperante GT-LM  | Scott Maxwell   | Tommy Milner         | Ausfall     | Elektrik     |
| 2008 | Team Bruichladdich Radical       | Radical SR9            | Marc Rostan     | Ben Devlin           | Rang 31     |              |
| 2012 | Luxury Racing                    | Ferrari 458 Italia GTC | Pierre Ehret    | Frankie Montecalvo   | Ausfall     | Unfall       |
| 2023 | Team Project 1                   | Porsche 911 RSR-19     | P. J. Hyett     | Matteo Cairoli       | Rang 35     |              |

### Sebring-Ergebnisse
| Jahr | Team                                 | Fahrzeug               | Teamkollege      | Teamkollege         | Platzierung     | Ausfallgrund     |
| ---- | ------------------------------------ | ---------------------- | ---------------- | ------------------- | --------------- | ---------------- |
| 2000 | White Lightning Racing               | Porsche 911 GT3-R      | Rod McLeod       | Michael Lauer       | Ausfall         | Kühler           |
| 2002 | Gunnar Racing                        | Panoz LMP-1 Roadster S | Chad Block       | Wayne Jackson       | Ausfall         | Bremsdefekt      |
| 2003 | JML                                  | Panoz LMP01            | Olivier Beretta  | Massimiliano Papis  | Rang 5          |                  |
| 2005 | Panoz Motor Sports                   | Panoz Esperante GT-LM  | Bryan Sellers    | Scott Maxwell       | Rang 18         |                  |
| 2006 | Multimatic Motorsports Team Panoz    | Panoz Esperante GT-LM  | Bruno Junqueira  | Tommy Milner        | Ausfall         | Kraftübertragung |
| 2010 | Green Earth Team Gunnar              | Oreca FLM09            | Christian Zugel  | Elton Julian        | Disqualifiziert |                  |
| 2011 | Core Autosport                       | Oreca FLM09            | Ricardo González | Rudy Junco          | Rang 18         |                  |
| 2014 | PR1 Mathiesen Motorsports            | Oreca FLM09            | Mike Guasch      | Frankie Montecalvo  | Ausfall         | Defekt           |
| 2016 | Alex Job Racing                      | Porsche 911 GT3 R      | Cooper MacNeil   | Leh Keen            | Rang 25         |                  |
| 2017 | Riley Motorsports WeatherTech Racing | Mercedes-AMG GT3       | Cooper MacNeil   | Shane van Gisbergen | Ausfall         | Defekt           |
| 2018 | Scuderia Corsa                       | Ferrari 488 GT3        | Cooper MacNeil   | Alessandro Balzan   | Rang 18         |                  |
| 2023 | AO Racing Team                       | Porsche 911 GT3 R      | P. J. Hyett      | Sebastian Priaulx   | Rang 38         |                  |

### Einzelergebnisse in der FIA-Langstrecken-Weltmeisterschaft
| Saison  | Team                | Rennwagen          | 1   | 2   | 3   | 4   | 5   | 6   | 7   | 8   |
| ------- | ------------------- | ------------------ | --- | --- | --- | --- | --- | --- | --- | --- |
| 2012    | Luxury Racing       | Ferrari 458 Italia | SEB | SPA | LEM | SIL | SAO | BAH | FUJ | SHA |
| 2012    | Luxury Racing       | Ferrari 458 Italia | DNF |     |     |     |     |     |     |     |
| 2013    | Greaves Motorsport  | Zytek Z11SN        | SIL | SPA | LEM | SAO | AUS | FUJ | SHA | BAH |
| 2013    | Greaves Motorsport  | Zytek Z11SN        | 7   |     |     |     |     |     |     |     |
| 2018/19 | Larbre Compétition  | Ligier JS P217     | SPA | LEM | SIL | FUJ | SHA | SEB | SPA | LEM |
| 2018/19 | Larbre Compétition  | Ligier JS P217     |     |     | 8   |     |     |     |     |     |
| 2022    | Team Project 1      | Porsche 911 RSR    | SEB | SPA | LEM | MON | FUJ | BAH |     |     |
| 2022    | Team Project 1      | Porsche 911 RSR    |     |     | 24  |     |     |     |     |     |
| 2023    | Team Project 1 – AO | Porsche 911 RSR    | SEB | POR | SPA | LEM | MON | FUJ | BAH |     |
| 2023    | Team Project 1 – AO | Porsche 911 RSR    | 29  |     |     | 35  |     | 27  | 31  |     |